# Clypeaster europacificus
Clypeaster europacificus is een zee-egel uit de familie Clypeasteridae.
De wetenschappelijke naam van de soort werd in 1914 gepubliceerd door Hubert Lyman Clark.